# Nezumia micronychodon
Nezumia micronychodon és una espècie de peix de la família dels macrúrids i de l'ordre dels gadiformes.

## Morfologia
- Els mascles poden assolir 34 cm de llargària total.[5][6]

## Alimentació
Els exemplars adults del nord-oest d'Àfrica es nodreixen principalment de poliquets (si fa no fa, el 90% de llur dieta) i d'una àmplia gamma de petits crustacis, mentre que els individus més petits mengen sobretot el copèpode Aetidopsis carinata.

## Hàbitat
És un peix d'aigües profundes que viu entre 366-1620 m de fondària, tot i que normalment ho fa entre 500-600.

## Distribució geogràfica
Es troba des del Sàhara Occidental fins a Angola.